# Бари (народ в Африке)

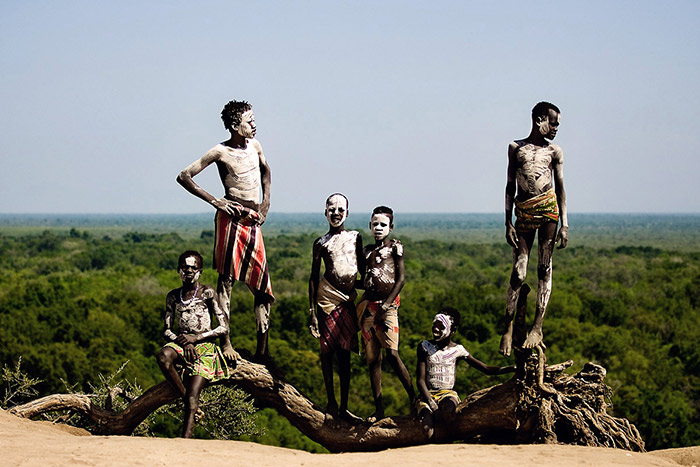

Ба́ри — народ группы нилотов. Живут главным образом в Южном Судане, в Экваториальной провинции, по берегам белого Нила к югу от города Теракека и в окрестностях города Джубы. Группы бари есть в приграничных районах Уганды (около 20 тыс.) и в Демократической Республике Конго (50 тыс.). Численность — более 700 тыс. чел. Бари подразделяются на группы: каква, куку, поджулу, нбьянгбара, мандари, ньепи, лиго. Говорят на языке бари нилотской ветви кир-аббайской семьи восточносуданской надсемьи нило-сахарской макросемьи языков. У бари сохраняются традиционные верования.
Основное традиционное занятие — скотоводство, развиты мотыжное земледелие (основные культуры — элевсина, маниок, арахис) , охота и рыболовство, традиционные ремёсла — плетение, резьба по дереву (фигурки предков, маски, подголовники)
Сохраняют родоплеменное деление. Система родства — типа омаха. Семья большая, патриархальная. Счёт родства — патрилинейный. Брак — вирилокальный, распространена полигиния.